# Beady Belle
I Beady Belle sono un gruppo musicale norvegese fondato nel 1999.

## Storia
Il gruppo jazz Beady Belle nasce a Oslo, in Norvegia, nel 1999 grazie all’iniziativa della cantante e compositrice Beate S. Lech e del bassista Marius Reksjø, entrambi con una formazione musicale universitaria. Il progetto prende vita su incoraggiamento di Bugge Wesseltoft, noto musicista jazz norvegese, che invita Beate Lech a realizzare un album per la sua etichetta, Jazzland Recordings.

Lech e Reksjø hanno frequentato insieme l'Università di Oslo, dove hanno dato vita a diversi gruppi musicali durante il periodo degli studi. Il loro stile si colloca tra jazz e acid jazz, mescolando elementi elettronici sia energici che più rilassati, arricchiti da armonie vocali, pianoforte e strumenti ad arco. La loro musica, inoltre, integra influenze provenienti da vari altri generi musicali.
A partire dal 2003, la loro carriera ha iniziato a decollare sia dal punto di vista commerciale che della critica, portando i Beady Belle a farsi conoscere anche fuori dalla Norvegia. Nel 2005, dopo un concerto a Londra durante un tour europeo, il musicista jazz britannico Jamie Cullum si è intrattenuto con la band nel backstage. Questo incontro ha dato il via a una tournée nel Regno Unito e a diversi concerti in Germania, Francia, Norvegia, Svezia e Danimarca, dove i Beady Belle hanno aperto i concerti di Cullum. Nel 2008, il gruppo si è esibito anche al Calgary Jazz Festival in Canada.
Beady Belle ha riscosso successo sia in Norvegia che a livello internazionale, esibendosi in oltre 170 città in 28 paesi e collaborando con artisti come Jamie Cullum e India Arie.
Nel 2015 la formazione originale si è sciolta, ma la cantante e autrice Beate S. Lech ha continuato a pubblicare musica con il nome Beady Belle

## Formazione
Formazione originale
- Beate S. Lech (voce, composizione)
- Marius Reksjø (basso, programmazione)
- Erik Holm (batteria)[5]

## Discografia
- Home (Jazzland, 2001)
- CEWBEAGAPPIC (Jazzland, 2003)
- Closer (Jazzland, 2005)
- Belvedere (Jazzland, 2008)
- At Welding Bridge (Jazzland, 2010)
- Cricklewood Broadway (Jazzland, 2013)
- On My Own (Jazzland, 2016)
- Dedication (Jazzland, 2018)
- Nothing but the truth (Jazzland, 2022)